# Kosorín
Kosorín (in ungherese Koszorús) è un comune della Slovacchia facente parte del distretto di Žiar nad Hronom, nella regione di Banská Bystrica.